# Gil Fronsdal
Gil Fronsdal, né en Norvège, est un écrivain et enseignant en bouddhisme norvégien. Il exerce dans l'Ouest des États-Unis, à Redwood City en Californie.

## Biographie
Il pratique le bouddhisme Zen Sōtō et Vipassanā depuis 1975 et l'enseigne actuellement[évasif] dans la région de San Francisco.
Ayant suivi les enseignements de Jack Kornfield, célèbre auteur et pratiquant de Vipassanā, Fronsdal est membre du collectif d'enseignants de Vipassanā du Spirit Rock Meditation Center (en). Il a été ordonné moine Zen (Soto) en 1982 au San Francisco Zen Center (en), puis moine Theravāda en Birmanie en 1985. Il a reçu en 1995 la transmission du Dharma de Mel Weitsman (en), maître (abbé, dit-on en américain dans ce cas) du Berkeley Zen Center (en).
Il est l'enseignant principal du Insight Meditation Center (IMC) de Redwood City. Il a un doctorat en études bouddhistes de l'université Stanford. Ses très nombreuses conférences sur le Dharma, souvent pleines d'humour, sont offertes en ligne et contiennent tout à la fois des bases sur le bouddhisme et la méditation ainsi qu'une introduction claire et abordable par tous aux concepts les plus complexes et nuancés du Bouddhisme.
Fronsdal ne recourt à des expressions asiatiques que lorsque leur usage est strictement nécessaire et il n'a pas les exigences en matière de rituels d'autres écoles Vipassana, celles-ci rebutant les Américains en général. La traduction du Dhammapada figure sur une liste de lectures conseillées aux étudiants sur le bonheur.
Lors d'une discussion en 2011 sur la nature de la pleine conscience, le moine Theravāda, Bhikkhu Bodhi, cite Fronsdal pour résumer la différence entre la pratique bouddhiste traditionnelle et celle enseignée dans l'Ouest américain :

« Plutôt que mettre l'accent sur la renonciation au monde, ils [les enseignants laïques de l'Ouest américain] le mettent sur l'engagement et la liberté au sein du monde même. Plutôt que rejeter le corps, ces enseignants le considèrent comme partie intégrante d'un champ de pratique holistique. Plutôt que mettre l'accent sur le but de la spiritualité, que pourraient être l'illumination, la fin des cycles de renaissances ou divers états de sainteté, la plupart des enseignants de l'Ouest le mettent sur les résultats immédiats de la pleine conscience, une présence sereine et équanime au sein même des vicissitudes de la vie. »

Cette approche est considérée comme une expansion plutôt qu'un rejet de la tradition, Fronsdal encourage les enseignants de Vipassanā à étudier le Bouddhisme traditionnel, non pour l'adopter à la lettre, mais pour être plus conscient de ce qui en est actuellement laissé de côté de manière à assumer plus pleinement les intentions qui motivent ces innovations. Fronsdal met l'accent sur la pratique de la méditation elle-même, ainsi que sur les valeurs de gentillesse et d'amour (loving-kindness), la générosité et l'éthique. Les pratiquants décrivent plus volontiers leur approche comme spirituelle plutôt que religieuse.
En 2008, Peter Dale Scott, poète et professeur à l'université de Californie à Berkeley, publie un poème dédié à Fronsdal : Breathing exercise: a how-to poem.

## Publications
- A Monastery Within: Tales from the Buddhist Path, Tranquil Books, 2010  (ISBN 0-9845092-1-6).
- avec Jack Kornfield, The Dhammapada: A New Translation of the Buddhist Classic with Annotations, Boston: Shambhala, 2005   (ISBN 1-59030-211-7).
- Virtues without Rules, in C.S. Prebish & Martin Baumann, Westward Dharma: Buddhism Beyond Asia, University of California Press, Berkeley et Los Angeles, 2002.
- Insight Meditation in the United States: Life, Liberty, and the Pursuit of Happiness, in C.S. Prebish & K.K. Tanaka, The Faces of Buddhism in America, University of California Press. En ligne, 1998.
- The dawn of the bodhisattva path: Studies in a religious ideal of ancient Indian Buddhists with particular emphasis on the earliest extant Perfection of Wisdom Sūtra, Ph.D. thèse, Stanford University, CA. En ligne, 1998.
- Spirit Rock Teaching Collective, Gil Fronsdal et Nancy Van House (eds.), Voices from Spirit Rock: Talks on Mindfulness Practice, Rancho Cordova, CA: Clear & Present Graphics, 1996.
- avec Jack Kornfield (eds.), Teachings of the Buddha, Boston: Shambhala, 1996.  (ISBN 1-57062-124-1).